# Criciúma Miners
O Criciúma Miners é uma equipe de futebol americano, sediada em Criciúma, Santa Catarina. Foi fundada em 27 de novembro de 2010 com o nome Criciúma Slayers.
Ao final da temporada de 2013, o grupo diretor da Associação Criciumense de Futebol Americano, órgão gestor do Criciúma Slayers, notou ser necessária maior identificação da equipe com a cidade e seus moradores. Logo, em dezembro, uma campanha foi lançada e no dia 1º de janeiro de 2014, Criciúma reconhece e repatria o atual Criciúma Miners.
Os Miners foram campeões da única edição da Copa Santa Catarina, em 2012, e vice-campeões na segunda edição da Copa Sul, em 2013.